# Riachuelo Atlético Clube (Natal)
O Riachuelo Atlético Clube é um clube brasileiro de futebol com sede em Natal, capital do estado do Rio Grande do Norte.

## História
Riachuelo Atlético Clube (RAC) foi fundado em 16 de agosto de 1948. Disputou o primeiro campeonato em 1949. A trajetória da equipe esteve ligada à Base Naval de Natal. No começo, os jogadores do RAC eram quase todos ligados à Marinha, quer como funcionários civis, ou militares. O próprio comando - dependendo do titular, dava maior ou menor ajuda ao clube. Quatro desses oficiais se destacaram como desportistas: os Comandantes Silveira Lobo, pai e filho, Capitão Kingsburry e o suboficial Antônio Pereira de Castro.
Ao longo dos 45 anos em que esteve em atividade com o futebol profissional, o Riachuelo formou boas equipes, algumas até fortes. A fase de ouro dos navais aconteceu quando o suboficial Antônio P. de Castro era o "homem forte" do clube. Em 1967, por pouco o Riachuelo não se sagrou campeão, decidindo o título contra o América, empatando por 1 a 1. Resultado que deu o campeonato ao clube rubro.
Em 1994, o RAC pediu inscrição para disputar o Estadual daquele ano, porém na última hora desistiu.
O clube notabilizou-se pela facilidade com que revelava craques, sendo os mais famosos, o ala esquerdo Marinho Chagas; o meia Ivo, com passagem pelo Flamengo; o ponta esquerda Garcia, que fez sucesso no Sport Recife; o centro-avante Aladim, ex-seleção potiguar e titular do São Cristóvão; o meia Pádua e o ponta-direita Messias, ex-seleções do RN. Além de outros como Maia, Adalberto, Zé Maria, Clodoaldo e Guilherme.
O RAC em alguns momentos teve sua história interrompida por falta de recursos, jogando apenas campeonatos de bases no futebol do RN. Entre 1994 e 2021, não disputou competições profissionais.
Após 28 anos, o Riachuelo Atlético Clube finalmente voltou a disputar uma competição de futebol profissional, se inscrevendo para disputar o Campeonato Potiguar em 2021, disputando a segunda divisão, perdendo a final para o Potyguar de Currais Novos por um a zero e consequentemente perdendo a vaga para a Primeira Divisão Estadual.

## Elenco Profissional
Atualizado em 21 de setembro de 2021.
Legenda
- : Capitão
- : Prata da casa (Jogador da base)
- : Jogador lesionado/contundido

## Títulos
- Torneio Início: 1959.
- x  Torneio Rio Grande do Norte-Paraíba: 1961

### Campanhas em destaque
- Vice-Campeonato Potiguar: 1967.
- Vice-Campeonato Potiguar 2ª divisão: 2021.